# Odrzywół
Odrzywół ist eine Stadt sowie Sitz der gleichnamigen Stadt-und-Land-Gemeinde im Powiat Przysuski der Woiwodschaft Masowien, Polen. Sie erhielt zum 1. Januar 2024 ihr zum 13. Januar 1870 entzogenes Stadtrecht wieder.

## Gemeinde
Zur Stadt-und-Land-Gemeinde (gmina miejsko-wiejska) Odrzywół gehören folgende Ortschaften mit einem Schulzenamt:
Ceteń
Dąbrowa
Jelonek
Kamienna Wola
Kłonna
Kolonia Ossa
Lipiny
Łęgonice Małe
Myślakowice
Myślakowice-Kolonia
Odrzywół
Ossa
Różanna
Stanisławów
Wandzinów
Wysokin
Weitere Orte der Gemeinde sind Badulki, Dębowa Góra, Emilianów, Kłonna-Kolonia, Las Kamiennowolski und Piaski.